# Temelucha minima
Temelucha minima là một loài tò vò trong họ Ichneumonidae.